# سرفيل مخطط
السرفيل المخطط (الاسم العلمي: Grammosciadium) هو جنس من النباتات يتبع الفصيلة الخيمية من رتبة الخيميات.

## وصلات خارجية
- صورة للسرفيل المخطط الجزرياني